# مایرا کیتون
مایرا کیتون (انگلیسی: Myra Keaton؛ ‏ ۱۳ مارس ۱۸۷۷ – ۲۱ ژوئیهٔ ۱۹۵۵) هنرمند وودویل و بازیگر اهل ایالات متحده آمریکا بود. او مادر کمدین نامدار سینما باستر کیتون بود.
از فیلم‌هایی که وی در آن نقش داشته‌است، می‌توان به ساده‌لوحی از پادوکا، بز و خانه برقی اشاره کرد.